# (33081) 1997 WR41
1997 WR41 (asteroide 33081) é um asteroide da cintura principal. Possui uma excentricidade de 0.19206080 e uma inclinação de 1.64993º.
Este asteroide foi descoberto no dia 29 de novembro de 1997 por LINEAR em Socorro.